# 1994년 오리콘 1위 싱글 목록
일본에서 한 주간 가장 많이 팔린 싱글은 오리콘 주간 차트에 실리며, 이 차트는 오리콘이 발행하는 잡지 《오리스타》에 개제된다. 판매량은 한 주 동안의 각 싱글의 판매량을 기준으로 오리콘이 종합한다.

## 차트 기록
| 발행일    | 싱글                                               | 가수                        | 참고                     |
| --------- | -------------------------------------------------- | --------------------------- | ------------------------ |
| 1월 3일   | (미발표)                                           | (미발표)                    |                          |
| 1월 10일  | 「ロマンスの神様」                                 | 히로세 코미                 | 3주 연속                 |
| 1월 17일  | 「ロマンスの神様」                                 | 히로세 코미                 | 3주 연속                 |
| 1월 24일  | 「WINTER SONG」                                    | DREAMS COME TRUE            |                          |
| 1월 31일  | 「ロマンスの神様」                                 | 히로세 코미                 | 통산 4주                 |
| 2월 7일   | 「OH MY LITTLE GIRL」                              | 오자키 유타카               |                          |
| 2월 14일  | 「この愛に泳ぎ疲れても/Boy」                       | ZARD                        |                          |
| 2월 21일  | 「Don't Leave Me」                                 | B'z                         | 3주 연속, 1994년 2월 1위 |
| 2월 28일  | 「Don't Leave Me」                                 | B'z                         | 3주 연속, 1994년 2월 1위 |
| 3월 7일   | 「Don't Leave Me」                                 | B'z                         | 3주 연속, 1994년 2월 1위 |
| 3월 14일  | 「ただ泣きたくなるの」                             | 나카야마 미호               | 1994년 3월 1위           |
| 3월 21일  | 「Hey Hey おおきに毎度あり」                       | SMAP                        |                          |
| 3월 28일  | 「GAMBAらなくちゃね」                              | LINDBERG                    |                          |
| 4월 4일   | 「IT'S ONLY LOVE/SORRY BABY」                      | 후쿠야마 마사하루           | 4주 연속, 1994년 4월 1위 |
| 4월 11일  | 「IT'S ONLY LOVE/SORRY BABY」                      | 후쿠야마 마사하루           | 4주 연속, 1994년 4월 1위 |
| 4월 18일  | 「IT'S ONLY LOVE/SORRY BABY」                      | 후쿠야마 마사하루           | 4주 연속, 1994년 4월 1위 |
| 4월 25일  | 「IT'S ONLY LOVE/SORRY BABY」                      | 후쿠야마 마사하루           | 4주 연속, 1994년 4월 1위 |
| 5월 2일   | 「Nights of The Knife」                            | TM NETWORK                  |                          |
| 5월 9일   | 「WHEREVER YOU ARE」                               | DREAMS COME TRUE            | 2주 연속                 |
| 5월 16일  | 「WHEREVER YOU ARE」                               | DREAMS COME TRUE            | 2주 연속                 |
| 5월 23일  | 「夏を抱きしめて」                                 | TUBE                        |                          |
| 5월 30일  | 「空と君のあいだに/ファイト！」                    | 나카지마 미유키             |                          |
| 6월 6일   | 「survival dAnce～no no cry more～」               | TRF                         | 1994년 6월 1위           |
| 6월 13일  | 「innocent world」                                 | Mr.Children                 | 1994년 1위               |
| 6월 20일  | 「世界が終るまでは…」                              | WANDS                       | 2주 연속                 |
| 6월 27일  | 「世界が終るまでは…」                              | WANDS                       | 2주 연속                 |
| 7월 4일   | 「瞳そらさないで」                                 | DEEN                        | 1994년 7월 1위           |
| 7월 11일  | 「innocent world」                                 | Mr.Children                 | 통산 2주                 |
| 7월 18일  | 「Rusty Nail」                                     | X JAPAN                     | 2주 연속                 |
| 7월 25일  | 「Rusty Nail」                                     | X JAPAN                     | 2주 연속                 |
| 8월 1일   | 「Miss You」                                       | 이마이 미키                 |                          |
| 8월 8일   | 「Hello, my friend」                               | 마츠토야 유미               | 1994년 8월 1위           |
| 8월 15일  | 「HEART/NATURAL」                                  | CHAGE&ASKA                  |                          |
| 8월 22일  | 「こんなにそばに居るのに」                         | ZARD                        |                          |
| 8월 29일  | 「Hello, my friend」                               | 마츠토야 유미               | 통산 2주                 |
| 9월 5일   | 「SPY」                                            | 마키하라 노리유키           |                          |
| 9월 12일  | 「VIRGIN BEAT」                                    | 히무로 교스케               |                          |
| 9월 19일  | 「がんばりましょう」                               | SMAP                        |                          |
| 9월 26일  | 「恋しさと せつなさと 心強さと」                   | 시노하라 료코 with t.komuro | 1994년 9월·10월 1위      |
| 10월 3일  | 「TRUE BLUE」                                      | LUNA SEA                    |                          |
| 10월 10일 | 「恋しさと せつなさと 心強さと」                   | 시노하라 료코 with t.komuro | 통산 2주                 |
| 10월 17일 | 「永遠の夢に向かって」                             | 오구로 마키                 |                          |
| 10월 24일 | 「素敵な誕生日/私の大事な人」                      | 모리타카 치사토             |                          |
| 10월 31일 | 「TENCAを取ろう！-内田の野望-」                    | 우치다 유키                 |                          |
| 11월 7일  | 「春よ、来い」                                     | 마츠토야 유미               |                          |
| 11월 14일 | 「すき/きづいてよ」                                | DREAMS COME TRUE            |                          |
| 11월 21일 | 「Tomorrow never knows」                           | Mr.Children                 | 1994년 11월 1위          |
| 11월 28일 | 「めぐり逢い」                                     | CHAGE&ASKA                  |                          |
| 12월 5일  | 「MOTEL」                                          | B'z                         | 1994년 12월 1위          |
| 12월 12일 | 「Tomorrow never knows」                           | Mr.Children                 | 2주 연속, 통산 3주       |
| 12월 19일 | 「Tomorrow never knows」                           | Mr.Children                 | 2주 연속, 통산 3주       |
| 12월 26일 | 「everybody goes-秩序のない現代にドロップキック-」 | Mr.Children                 |                          |

## 특이 사항
1994년 5월 1위곡은 오구로 마키의 「夏が来る」이다.

## 연간 TOP 10
※ 집계: 1993년 12월 6일 - 1994년 11월 28일
- 1위: Mr.Children 「innocent world」
- 2위: 히로세 코미 「ロマンスの神様」
- 3위: 시노하라 료코 with t.komuro 「恋しさと せつなさと 心強さと」
- 4위: B'z 「Don't Leave Me」
- 5위: 나카지마 미유키 「空と君のあいだに／ファイト!」
- 6위: 마츠토야 유미 「Hello, my friend」
- 7위: TRF 「Survival dAnce 〜no no cry more〜」
- 8위: 오구로 마키 「あなただけ見つめてる」
- 9위: TRF 「BOY MEETS GIRL」
- 10위: WANDS 「世界が終るまでは…」